# Golden Globe-díj a legjobb férfi főszereplőnek (minisorozat vagy tévéfilm)
A legjobb férfi főszereplőnek (minisorozat vagy tévéfilm) járó Golden Globe-díjat 1982 óta osztja ki minden évben a Hollywood Foreign Press Association (HFPA). Elsőként Mickey Rooney vehette át a 39. Golden Globe-gálán, a Bill című minisorozatban nyújtott alakításáért. Legutóbb 2025-ben a 82. Golden Globe-gálán adták át, Colin Farrell bizonyult a legjobbnak a Pingvin című minisorozattal.
Robert Duvall, James Garner és Al Pacino szerezte a legtöbb, két-két díjat a kategóriában. A legtöbb, hét jelöléssel James Woods rendelkezik.

## Győztesek és jelöltek
Az "Év" oszlopban szereplő évszám az értékelt televíziós programok bemutatási évére utal. Az alatta megadott díjátadót – ahol ezen műsorok főszereplői közül győztest hirdettek – általában a következő évben tartották meg.

### 1980-as évek
| Év                  | Színész               | Színész                        | Szerep                                         | Magyar cím                | Eredeti cím | Adó |
| 1981 (39. gála)     |                       |                                |                                                |                           |             |     |
| ------------------- | --------------------- | ------------------------------ | ---------------------------------------------- | ------------------------- | ----------- | --- |
| 1981 (39. gála)     |                       | Mickey Rooney                  | Bill Sackter                                   |                           | Bill        | CBS |
| 1981 (39. gála)     | Dirk Bogarde          | Roald Dahl                     | Patricia Neal története                        | The Patricia Neal Story   | CBS         |     |
| 1981 (39. gála)     | Timothy Hutton        | Donald Branch Booth            |                                                | A Long Way Home           | ABC         |     |
| 1981 (39. gála)     | Danny Kaye            | Max Feldman                    | A túlélő                                       | Skokie                    | CBS         |     |
| 1981 (39. gála)     | Peter O’Toole         | Lucius Flavius Silva           |                                                | Masada                    | ABC         |     |
| 1981 (39. gála)     | Peter Strauss         | Eleazar Ben Yair               |                                                | Masada                    | ABC         |     |
| 1981 (39. gála)     | Ray Sharkey           | Bill Carney                    | Bill Carney megpróbáltatásai                   | The Ordeal of Bill Carney | CBS         |     |
| 1982 (40. gála)     |                       |                                |                                                |                           |             |     |
|                     | Anthony Andrews       | Sebastian Flyte                |                                                | Brideshead Revisited      | PBS         |     |
| Philip Anglim       | John Merrick          |                                | The Elephant Man                               | ABC                       |             |     |
| Robby Benson        | Nolie Minor           |                                | Two of a Kind                                  | CBS                       |             |     |
| Jeremy Irons        | Charles Ryder         |                                | Brideshead Revisited                           | PBS                       |             |     |
| Sam Waterston       | J. Robert Oppenheimer |                                | Oppenheimer                                    | PBS                       |             |     |
| 1983 (41. gála)     |                       |                                |                                                |                           |             |     |
|                     | Richard Chamberlain   | Ralph de Bricassart            | Tövismadarak                                   | The Thorn Birds           | ABC         |     |
| Robert Blake        | James R. Hoffa        |                                | Blood Feud                                     | szindikált                |             |     |
| Louis Gossett Jr.   | Anvar Szádát          |                                | Sadat                                          | OPT                       |             |     |
| Martin Sheen        | John F. Kennedy       |                                | Kennedy                                        | NBC                       |             |     |
| Peter Strauss       | Emory                 |                                | Heart of Steel                                 | ABC                       |             |     |
| 1984 (42. gála)     |                       |                                |                                                |                           |             |     |
|                     | Ted Danson            | Steven Bennett                 | Apa és leánya                                  | Something About Amelia    | ABC         |     |
| James Garner        | Harold Lear           |                                | Heartsounds                                    | ABC                       |             |     |
| Sam Neill           | Sidney Reilly         |                                | Reilly, Ace of Spies                           | PBS                       |             |     |
| Jason Robards       | Andrej Szaharov       |                                | Sakharov                                       | HBO                       |             |     |
| Treat Williams      | Stanley Kowalski      | A vágy villamosa               | A Streetcar Named Desire                       | ABC                       |             |     |
| 1985 (43. gála)     |                       |                                |                                                |                           |             |     |
|                     | Dustin Hoffman        | Willy Loman                    | Az ügynök halála                               | Death of a Salesman       | CBS         |     |
| Richard Chamberlain | Raoul Wallenberg      | Wallenberg: Egy hős története  | Wallenberg: A Hero's Story                     | NBC                       |             |     |
| Richard Crenna      | Richard Beck          |                                | The Rape of Richard Beck                       | ABC                       |             |     |
| Kirk Douglas        | Amos Lasher           |                                | Amos                                           | CBS                       |             |     |
| Peter Strauss       | Abel Rosnovski        |                                | Kane and Abel                                  | CBS                       |             |     |
| 1986 (44. gála)     |                       |                                |                                                |                           |             |     |
|                     | James Woods           | D.J.                           | Az ígéret                                      | Promise                   | CBS         |     |
| James Garner        | Bob Buehler           | Az ígéret                      | Promise                                        | CBS                       |             |     |
| Mark Harmon         | Ted Bundy             |                                | The Deliberate Stranger                        | NBC                       |             |     |
| Jan Niklas          | Nagy Péter            | Nagy Péter                     | Peter the Great                                | NBC                       |             |     |
| John Ritter         | Frank Coleman         |                                | Unnatural Causes                               | NBC                       |             |     |
| 1987 (45. gála)     |                       |                                |                                                |                           |             |     |
|                     | Randy Quaid           | Lyndon B. Johnson              | L.B.J. – A korai évek                          | LBJ: The Early Years      | NBC         |     |
| Alan Arkin          | Leon Feldhendler      | Szökés Sobiborból              | Escape from Sobibor                            | CBS                       |             |     |
| Mark Harmon         | Elmer Jackson         |                                | After the Promise                              | CBS                       |             |     |
| Jack Lemmon         | James Tyrone          |                                | Long Day's Journey into Night                  | Showtime                  |             |     |
| Judd Nelson         | Joe Hunt              |                                | Billionaire Boys Club                          | NBC                       |             |     |
| James Woods         | James Stockdale       |                                | In Love and War                                | NBC                       |             |     |
| 1988 (46. gála)     |                       |                                |                                                |                           |             |     |
|                     | Michael Caine         | Hasfelmetsző Jack              | Hasfelmetsző Jack                              | Jack the Ripper           | CBS         |     |
| Stacy Keach         | Ernest Hemingway      |                                | Hemingway                                      | Szindikált                |             |     |
| Richard Chamberlain | Jason Bourne          | A Bourne-rejtély               | The Bourne Identity                            | ABC                       |             |     |
|                     | Anthony Hopkins       | Chavel                         | A Tizedik                                      | The Tenth Man             | CBS         |     |
| Jack Lemmon         | John M. Slaton        |                                | The Murder of Mary Phagan                      | NBC                       |             |     |
| 1989 (47. gála)     |                       |                                |                                                |                           |             |     |
|                     | Robert Duvall         | Augustus "Gus" McCrae kapitány | Texasi krónikák: Lonesome Dove                 | Lonesome Dove             | CBS         |     |
| John Gielgud        | Aaron Jastrow         | A sas felszáll                 | War and Remembrance                            | ABC                       |             |     |
| Ben Kingsley        | Simon Wiesenthal      | A gyilkosok köztünk vannak     | Murderers Among Us: The Simon Wiesenthal Story | HBO                       |             |     |
| Lane Smith          | Richard Nixon         |                                | The Final Days                                 | ABC                       |             |     |
| James Woods         | Bill Wilson           | A nevem Bill W.                | My Name Is Bill W.                             | CBS                       |             |     |

### 1990-es évek
| Év                 | Színész                           | Színész                                           | Szerep                                | Magyar cím                             | Eredeti cím    | Adó |
| 1990 (48. gála)    |                                   |                                                   |                                       |                                        |                |     |
| ------------------ | --------------------------------- | ------------------------------------------------- | ------------------------------------- | -------------------------------------- | -------------- | --- |
| 1990 (48. gála)    |                                   | James Garner                                      | Albert Sidney Finch                   | A kitüntetés napja                     | Decoration Day | NBC |
| 1990 (48. gála)    | Steven Bauer                      | Enrique "Kiki" Camarena                           |                                       | Drug Wars: The Camarena Story          | NBC            |     |
| 1990 (48. gála)    | Michael Caine                     | Dr. Henry Jekyll / Harry Hyde                     | Jekyll és Hyde                        | Jekyll & Hyde                          | ABC            |     |
| 1990 (48. gála)    | Tom Hulce                         | Michael Schwerner                                 |                                       | Murder in Mississippi                  | NBC            |     |
| 1990 (48. gála)    | Burt Lancaster                    | Gerard Carriere                                   | Az Operaház Fantomja                  | The Phantom of the Opera               | NBC            |     |
| 1990 (48. gála)    | Ricky Schroder                    | Mark                                              |                                       | The Stranger Within                    | ABC            |     |
| 1991 (49. gála)    |                                   |                                                   |                                       |                                        |                |     |
|                    | Beau Bridges                      | James Brady                                       | Az elnök szolgálatában                | Without Warning: The James Brady Story | HBO            |     |
| Sam Elliott        | Conn Conagher                     | Conagher                                          | Conagher                              | TNT                                    |                |     |
| Peter Falk         | Columbo                           | Columbo: A rocksztár gyilkosa                     | Columbo and the Murder of a Rock Star | ABC                                    |                |     |
| Sam Neill          | James Leggatt őrnagy              | Elfújja a szél                                    | One Against the Wind                  | CBS                                    |                |     |
| Sidney Poitier     | Thurgood Marshall                 |                                                   | Separate but Equal                    | ABC                                    |                |     |
| 1992 (50. gála)    |                                   |                                                   |                                       |                                        |                |     |
|                    | Robert Duvall                     | Joszif Sztálin                                    | Sztálin                               | Stalin                                 | HBO            |     |
| Anthony Andrews    | William Whitfield                 |                                                   | Jewels                                | NBC                                    |                |     |
| Philip Casnoff     | Frank Sinatra                     |                                                   | Sinatra                               | CBS                                    |                |     |
| Jon Voight         | Alfred Kroeber professzor         | Az utolsó yahi indián                             | The Last of His Tribe                 | HBO                                    |                |     |
| James Woods        | Roy Cohn                          | Egy elhibázott élet                               | Citizen Cohn                          | HBO                                    |                |     |
| 1993 (51. gála)    |                                   |                                                   |                                       |                                        |                |     |
|                    | James Garner                      | F. Ross Johnson                                   | A füstbement terv                     | Barbarians at the Gate                 | HBO            |     |
| Peter Falk         | Columbo                           | Columbo: Nehéz ügy                                | Columbo: Its All in the Game          | ABC                                    |                |     |
| Jack Lemmon        | Robert                            |                                                   | A Life in the Theatre                 | TNT                                    |                |     |
| Matthew Modine     | Dr. Don Francis                   | És a zenekar játszik tovább…                      | And the Band Played On                | HBO                                    |                |     |
| Peter Strauss      | Ed MacAffrey                      | Büszke férfiak                                    | Men Don't Tell                        | CBS                                    |                |     |
| 1994 (52. gála)    |                                   |                                                   |                                       |                                        |                |     |
|                    | Raúl Juliá                        | Chico Mendes                                      | Lassú tűzön                           | The Burning Season                     | HBO            |     |
| Alan Alda          | Dan Cutler                        | Bátorságpróba                                     | White Mile                            | HBO                                    |                |     |
| James Garner       | Ira Moran                         | Az idő múltával                                   | Breathing Lessons                     | CBS                                    |                |     |
| Rutger Hauer       | Xavier March                      | A Harmadik Birodalom                              | Fatherland                            | HBO                                    |                |     |
| Samuel L. Jackson  | Jamaal                            | Fejjel a falnak                                   | Against the Wall                      | HBO                                    |                |     |
| 1995 (53. gála)    |                                   |                                                   |                                       |                                        |                |     |
|                    | Gary Sinise                       | Harry S. Truman                                   |                                       | Truman                                 | HBO            |     |
| Alec Baldwin       | Stanley Kowalski                  | A vágy villamosa                                  | A Streetcar Named Desire              | CBS                                    |                |     |
| Charles S. Dutton  | Boy Willie Charles                |                                                   | The Piano Lesson                      | CBS                                    |                |     |
| Laurence Fishburne | Hannibal "Iowa" Lee, Jr. százados | Pilóták háborúja                                  | The Tuskegee Airmen                   | HBO                                    |                |     |
| James Woods        | Danny Davis                       | Megbélyegezve: A McMartin-per                     | Indictment: The McMartin Trial        | HBO                                    |                |     |
| 1996 (54. gála)    |                                   |                                                   |                                       |                                        |                |     |
|                    | Alan Rickman                      | Grigorij Rasputin                                 | Raszputyin                            | Rasputin: Dark Servant of Destiny      | HBO            |     |
| Armand Assante     | John Gotti                        | Gotti                                             | Gotti                                 | HBO                                    |                |     |
| Beau Bridges       | Richard Phillips                  |                                                   | Losing Chase                          | Showtime                               |                |     |
| Stephen Rea        | Bruno Hauptman                    | Az évszázad bűnesete (A Lindbergh bébi elrablása) | Crime of the Century                  | HBO                                    |                |     |
| James Woods        | Temple Rayburn                    |                                                   | The Summer of Ben Tyler               | CBS                                    |                |     |
| 1997 (55. gála)    |                                   |                                                   |                                       |                                        |                |     |
|                    | Ving Rhames                       | Don King                                          |                                       | Don King: Only in America              | HBO            |     |
| Armand Assante     | Odüsszeusz                        | Odüsszeusz                                        | The Odyssey                           | NBC                                    |                |     |
| Jack Lemmon        | 8. esküdt                         | Tizenkét dühös ember                              | 12 Angry Men                          | Showtime                               |                |     |
| Matthew Modine     | Sammy Ayres                       |                                                   | What the Deaf Man Heard               | CBS                                    |                |     |
| Gary Sinise        | George Wallace                    | George Wallace                                    | George Wallace                        | TNT                                    |                |     |
| 1998 (56. gála)    |                                   |                                                   |                                       |                                        |                |     |
|                    | Stanley Tucci                     | Walter Winchell                                   |                                       | Winchell                               | HBO            |     |
| Peter Fonda        | Gideon Prosper                    | Vihar                                             | The Tempest                           | NBC                                    |                |     |
| Sam Neill          | Merlin                            | Merlin                                            | Merlin                                | NBC                                    |                |     |
| Bill Paxton        | John Paul Vann                    | Hazug háború                                      | A Bright Shining Lie                  | HBO                                    |                |     |
| Christopher Reeve  | Jason Kemp                        | Hátsó ablak                                       | Rear Window                           | ABC                                    |                |     |
| Patrick Stewart    | Ahab kapitány                     | Moby Dick                                         | Moby Dick                             | USA Network                            |                |     |
| 1999 (57. gála)    |                                   |                                                   |                                       |                                        |                |     |
|                    | Jack Lemmon                       | Henry Drummond                                    | Majomper                              | Inherit the Wind                       | Showtime       |     |
| Jack Lemmon        | Morrie Schwartz                   | Leckék az életről                                 | Tuesdays with Morrie                  | ABC                                    |                |     |
| Liev Schreiber     | Orson Welles                      | Az aranypolgár születése                          | RKO 281                               | HBO                                    |                |     |
| Sam Shepard        | Dashiell Hammett                  |                                                   | Dash and Lilly                        | A&E                                    |                |     |
| Tom Sizemore       | Bobby Batton                      | Tanúvédelem                                       | Witness Protection                    | HBO                                    |                |     |

### 2000-es évek
| Év                | Színész                    | Színész                                  | Szerep                                     | Magyar cím                                     | Eredeti cím         | Adó      |
| 2000 (58. gála)   |                            |                                          |                                            |                                                |                     |          |
| ----------------- | -------------------------- | ---------------------------------------- | ------------------------------------------ | ---------------------------------------------- | ------------------- | -------- |
| 2000 (58. gála)   |                            | Brian Dennehy                            | Willy Loman                                |                                                | Death of a Salesman | Showtime |
| 2000 (58. gála)   | Alec Baldwin               | Robert H. Jackson                        | Nürnberg                                   | Nuremberg                                      | TNT                 |          |
| 2000 (58. gála)   | Brian Cox                  | Hermann Göring                           | Nürnberg                                   | Nuremberg                                      | TNT                 |          |
| 2000 (58. gála)   | Andy García                | Arturo Sandoval                          | A legendás trombitás                       | For Love or Country: The Arturo Sandoval Story | HBO                 |          |
| 2000 (58. gála)   | James Woods                | Dennis Barrie                            | Tiltott képek                              | Dirty Pictures                                 | Showtime            |          |
| 2001 (59. gála)   |                            |                                          |                                            |                                                |                     |          |
|                   | James Franco               | James Dean                               | James Dean                                 | James Dean                                     | TNT                 |          |
| Kenneth Branagh   | Reinhard Heydrich          | Az összeesküvés                          | Conspiracy                                 | HBO                                            |                     |          |
| Ben Kingsley      | Otto Frank                 | Anne Frank igaz története                | Anne Frank: The Whole Story                | ABC                                            |                     |          |
| Damian Lewis      | Richard Winters            | Az elit alakulat                         | Band of Brothers                           | HBO                                            |                     |          |
| Barry Pepper      | Roger Maris                | Baseball-barátok                         | 61*                                        | HBO                                            |                     |          |
| 2002 (60. gála)   |                            |                                          |                                            |                                                |                     |          |
|                   | Albert Finney              | Winston Churchill                        | Gomolygó viharfelhők                       | The Gathering Storm                            | HBO                 |          |
| Michael Gambon    | Lyndon B. Johnson          | Háború a háborúról                       | Path to War                                | HBO                                            |                     |          |
| Michael Keaton    | Robert Wiener              | Élőben Bagdadból                         | Live from Baghdad                          | HBO                                            |                     |          |
| William H. Macy   | Bill Porter                | Házról házra                             | Door to Door                               | TNT                                            |                     |          |
| Linus Roache      | Robert F. Kennedy          | Robert Kennedy                           | RFK                                        | Fox                                            |                     |          |
| 2003 (61. gála)   |                            |                                          |                                            |                                                |                     |          |
|                   | Al Pacino                  | Roy Cohn                                 | Angyalok Amerikában                        | Angels in America                              | HBO                 |          |
| Antonio Banderas  | Pancho Villa               | És a főszerepben Pancho Villa, mint maga | And Starring Pancho Villa as Himself       | HBO                                            |                     |          |
| James Brolin      | Ronald Reagan              | A Reagan család                          | The Reagans                                | Showtime                                       |                     |          |
| Troy Garity       | Barry Winchell             |                                          | Soldier's Girl                             | Showtime                                       |                     |          |
| Tom Wilkinson     | Ruth Applewood             | Meghasonlás                              | Normal                                     | HBO                                            |                     |          |
| 2004 (62. gála)   |                            |                                          |                                            |                                                |                     |          |
|                   | Geoffrey Rush              | Peter Sellers                            | Peter Sellers élete és halála              | The Life and Death of Peter Sellers            | HBO                 |          |
| Mos Def           | Vivien Thomas              | Egy csoda teremtése                      | Something the Lord Made                    | HBO                                            |                     |          |
| Jamie Foxx        | Stanley Tookie Williams    |                                          | Redemption: The Stan Tookie Williams Story | FX                                             |                     |          |
| William H. Macy   | Gigot                      | Gyapjúsapka                              | The Wool Cap                               | TNT                                            |                     |          |
| Patrick Stewart   | II. Henrik király          | Az oroszlán télen                        | The Lion in Winter                         | Showtime                                       |                     |          |
| 2005 (63. gála)   |                            |                                          |                                            |                                                |                     |          |
|                   | Jonathan Rhys Meyers       | Elvis Presley                            | Elvis – A kezdet kezdete                   | Elvis                                          | CBS                 |          |
| Kenneth Branagh   | Franklin D. Roosevelt      | Warm Springs                             | Warm Springs                               | HBO                                            |                     |          |
| Ed Harris         | Miles Roby                 | A múlt fogságában                        | Empire Falls                               | HBO                                            |                     |          |
| Bill Nighy        | Lawrence                   | Kávé és szerelem                         | The Girl in the Café                       | HBO                                            |                     |          |
| Donald Sutherland | Bill Meehan                | Mit ér egy élet                          | Human Trafficking                          | Lifetime                                       |                     |          |
| 2006 (64. gála)   |                            |                                          |                                            |                                                |                     |          |
|                   | Bill Nighy                 | Gideon Warner                            | Gideon lánya                               | Gideon's Daughter                              | BBC America         |          |
| Andre Braugher    | Nick Atwaler               |                                          | Thief                                      | FX                                             |                     |          |
| Robert Duvall     | Prentice "Print" Ritter    | A szabadság útján                        | Broken Trail                               | AMC                                            |                     |          |
| Michael Ealy      | Darwyn al-Sayeed           | Sleeper Cell – Terroristacsoport         | Sleeper Cell                               | Showtime                                       |                     |          |
| Chiwetel Ejiofor  | Ian Carter                 | A cunami után                            | Tsunami: The Aftermath                     | HBO                                            |                     |          |
| Ben Kingsley      | Herman Tarnower            | Mrs. Harris                              | Mrs. Harris                                | HBO                                            |                     |          |
| Matthew Perry     | Ron Clark                  | A diadal                                 | The Ron Clark Story                        | TNT                                            |                     |          |
| 2007 (65. gála)   |                            |                                          |                                            |                                                |                     |          |
|                   | Jim Broadbent              | Lord Longford                            |                                            | Longford                                       | HBO                 |          |
| Adam Beach        | Charles Eastman            | Wounded Knee-nél temessétek el a szívem  | Bury My Heart at Wounded Knee              | HBO                                            |                     |          |
| Ernest Borgnine   | Bert O'Riley               | Nagypapát kérek karácsonyra!             | A Grandpa for Christmas                    | Hallmark Channel                               |                     |          |
| Jason Isaacs      | Sir Mark Brydon            | Hatalmi játszmák                         | The State Within                           | BBC America                                    |                     |          |
| James Nesbitt     | Dr. Tom Jackman / Mr. Hyde |                                          | Jekyll                                     | BBC America                                    |                     |          |
| 2008 (66. gála)   |                            |                                          |                                            |                                                |                     |          |
|                   | Paul Giamatti              | John Adams                               | John Adams                                 | John Adams                                     | HBO                 |          |
| Ralph Fiennes     | Bernard Lafferty           | Bernard és Doris                         | Bernard and Doris                          | HBO                                            |                     |          |
| Kevin Spacey      | Ron Klain                  | Újraszámlálás                            | Recount                                    | HBO                                            |                     |          |
| Tom Wilkinson     | James Baker                | Újraszámlálás                            | Recount                                    | HBO                                            |                     |          |
| Kiefer Sutherland | Jack Bauer                 | 24 – A szabadulás                        | 24: Redemption                             | Fox                                            |                     |          |
| 2009 (67. gála)   |                            |                                          |                                            |                                                |                     |          |
|                   | Kevin Bacon                | Michael Strobl                           | A lélek útja                               | Taking Chance                                  | HBO                 |          |
| Kenneth Branagh   | Kurt Wallander             | Wallander: Egy lépéssel lemaradva        | Wallander: One Step Behind                 | PBS                                            |                     |          |
| Chiwetel Ejiofor  | Thabo Mbeki                | Végjáték                                 | Endgame                                    | PBS                                            |                     |          |
| Brendan Gleeson   | Winston Churchill          | Churchill háborúja                       | Into the Storm                             | HBO                                            |                     |          |
| Jeremy Irons      | Alfred Stieglitz           | Georgia O’Keeffe                         | Georgia O’Keeffe                           | Lifetime                                       |                     |          |

### 2010-es évek
| Év                   | Színész                                               | Színész                                    | Szerep                                            | Magyar cím                                                | Eredeti cím         | Adó |
| 2010 (68. gála)      |                                                       |                                            |                                                   |                                                           |                     |     |
| -------------------- | ----------------------------------------------------- | ------------------------------------------ | ------------------------------------------------- | --------------------------------------------------------- | ------------------- | --- |
| 2010 (68. gála)      |                                                       | Al Pacino                                  | Jack Kevorkian                                    | Dr. Halál                                                 | You Don't Know Jack | HBO |
| 2010 (68. gála)      | Idris Elba                                            | John Luther                                | Luther                                            | Luther                                                    | BBC America         |     |
| 2010 (68. gála)      | Ian McShane                                           | Waleran Bigod                              | A katedrális                                      | The Pillars of the Earth                                  | Starz               |     |
| 2010 (68. gála)      | Dennis Quaid                                          | Bill Clinton                               | Különleges kapcsolat                              | The Special Relationship                                  | HBO                 |     |
| 2010 (68. gála)      | Édgar Ramírez                                         | Ilich Ramírez Sánchez                      |                                                   | Carlos                                                    | Sundance Channel    |     |
| 2011 (69. gála)      |                                                       |                                            |                                                   |                                                           |                     |     |
|                      | Idris Elba                                            | John Luther                                | Luther                                            | Luther                                                    | BBC America         |     |
| Hugh Bonneville      | Robert Crawley, Grantham grófja                       | Downton Abbey                              | Downton Abbey                                     | PBS                                                       |                     |     |
| William Hurt         | Henry Paulson                                         | Válság a Wall Streeten                     | Too Big to Fail                                   | HBO                                                       |                     |     |
| Bill Nighy           | Johnny Worricker                                      | Nyolcadik oldal                            | Page Eight                                        | PBS                                                       |                     |     |
| Dominic West         | Hector Madden                                         |                                            | The Hour                                          | BBC America                                               |                     |     |
| 2012 (70. gála)      |                                                       |                                            |                                                   |                                                           |                     |     |
|                      | Kevin Costner                                         | Devil Anse Hatfield                        | A Hatfield-McCoy viszály                          | Hatfields & McCoys                                        | History             |     |
| Benedict Cumberbatch | Sherlock Holmes                                       | Sherlock                                   | Sherlock                                          | PBS                                                       |                     |     |
| Woody Harrelson      | Steve Schmidt                                         | Versenyben az elnökségért                  | Game Change                                       | HBO                                                       |                     |     |
| Toby Jones           | Alfred Hitchcock                                      | Hitchcock és Tippi Hedren                  | The Girl                                          | HBO                                                       |                     |     |
| Clive Owen           | Ernest Hemingway                                      | Hemingway és Gellhorn                      | Hemingway & Gellhorn                              | HBO                                                       |                     |     |
| 2013 (71. gála)      |                                                       |                                            |                                                   |                                                           |                     |     |
|                      | Michael Douglas                                       | Liberace                                   | Túl a csillogáson                                 | Behind the Candelabra                                     | HBO                 |     |
| Matt Damon           | Scott Thorson                                         | Túl a csillogáson                          | Behind the Candelabra                             | HBO                                                       |                     |     |
| Chiwetel Ejiofor     | Louis Lester                                          |                                            | Dancing on the Edge                               | Starz                                                     |                     |     |
| Idris Elba           | John Luther                                           | Luther                                     | Luther                                            | BBC America                                               |                     |     |
| Al Pacino            | Phil Spector                                          | Phil Spector                               | Phil Spector                                      | HBO                                                       |                     |     |
| 2014 (72. gála)      |                                                       |                                            |                                                   |                                                           |                     |     |
|                      | Billy Bob Thornton                                    | Lorne Malvo                                | Fargo                                             | Fargo                                                     | FX                  |     |
| Martin Freeman       | Lester Nygaard                                        | Fargo                                      | Fargo                                             | FX                                                        |                     |     |
| Woody Harrelson      | Martin Hart nyomozó                                   | True Detective – A törvény nevében         | True Detective                                    | HBO                                                       |                     |     |
| Matthew McConaughey  | Rust Cohle nyomozó                                    | True Detective – A törvény nevében         | True Detective                                    | HBO                                                       |                     |     |
| Mark Ruffalo         | Ned Weeks                                             | Igaz szívvel                               | The Normal Heart                                  | HBO                                                       |                     |     |
| 2015 (73. gála)      |                                                       |                                            |                                                   |                                                           |                     |     |
|                      | Oscar Isaac                                           | Nick Wasicsko                              | Mutassatok egy hőst!                              | Show Me a Hero                                            | HBO                 |     |
| Idris Elba           | John Luther                                           | Luther                                     | Luther                                            | BBC America                                               |                     |     |
| David Oyelowo        | Peter Snowden                                         | Fülemüle                                   | Nightingale                                       | HBO                                                       |                     |     |
| Mark Rylance         | Thomas Cromwell                                       | Farkasbőrben                               | Wolf Hall                                         | PBS                                                       |                     |     |
| Patrick Wilson       | Lou Solverson                                         | Fargo                                      | Fargo                                             | FX                                                        |                     |     |
| 2016 (74. gála)      |                                                       |                                            |                                                   |                                                           |                     |     |
|                      | Tom Hiddleston                                        | Jonathan Pine                              | Éjszakai szolgálat                                | The Night Manager                                         | AMC                 |     |
| Riz Ahmed            | Nasir "Naz" Khan                                      | Aznap éjjel                                | The Night Of                                      | HBO                                                       |                     |     |
| John Turturro        | John Stone                                            | Aznap éjjel                                | The Night Of                                      | HBO                                                       |                     |     |
| Bryan Cranston       | Lyndon B. Johnson                                     | A végsőkig                                 | All the Way                                       | HBO                                                       |                     |     |
| Courtney B. Vance    | Johnnie Cochran                                       | American Crime Story: Az O. J. Simpson-ügy | The People v. O. J. Simpson: American Crime Story | FX                                                        |                     |     |
| 2017 (75. gála)      |                                                       |                                            |                                                   |                                                           |                     |     |
|                      | Ewan McGregor                                         | Emmit és Raymond "Ray" Stussy              | Fargo                                             | Fargo                                                     | FX                  |     |
| Robert De Niro       | Bernard "Bernie" Madoff                               | Hazugságok mágusa                          | The Wizard of Lies                                | HBO                                                       |                     |     |
| Jude Law             | XIII. Piusz pápa                                      | Az ifjú pápa                               | The Young Pope                                    | HBO                                                       |                     |     |
| Kyle MacLachlan      | Dale Cooper / Cooper dublőre / Douglas "Dougie" Jones | Twin Peaks                                 | Twin Peaks                                        | Showtime                                                  |                     |     |
| Geoffrey Rush        | Albert Einstein                                       | Géniusz                                    | Genius                                            | Nat Geo                                                   |                     |     |
| 2018 (76. gála)      |                                                       |                                            |                                                   |                                                           |                     |     |
|                      | Darren Criss                                          | Andrew Cunanan                             |                                                   | The Assassination of Gianni Versace: American Crime Story | FX                  |     |
| Antonio Banderas     | Pablo Picasso                                         | Géniusz                                    | Genius                                            | Nat Geo                                                   |                     |     |
| Daniel Brühl         | Dr. Lazlo Kreizler                                    | Az elmeorvos                               | The Alienist                                      | TNT                                                       |                     |     |
| Benedict Cumberbatch | Patrick Melrose                                       |                                            | Patrick Melrose                                   | Showtime                                                  |                     |     |
| Hugh Grant           | Jeremy Thorpe                                         | Egy nagyon angolos botrány                 | A Very English Scandal                            | Amazon                                                    |                     |     |
| 2019 (77. gála)      |                                                       |                                            |                                                   |                                                           |                     |     |
|                      | Russell Crowe                                         | Roger Ailes                                | A legharsányabb hang                              | The Loudest Voice                                         | Showtime            |     |
| Christopher Abbott   | John Yossarian százados                               | A 22-es csapdája                           | Catch-22                                          | Hulu                                                      |                     |     |
| Sacha Baron Cohen    | Eli Cohen / Kamel Amin Thaabet                        | Az izraeli kém                             | The Spy                                           | Netflix                                                   |                     |     |
| Jared Harris         | Valerij Legaszov                                      | Csernobil                                  | Chernobyl                                         | HBO                                                       |                     |     |
| Sam Rockwell         | Bob Fosse                                             | Fosse/Verdon                               | Fosse/Verdon                                      | FX                                                        |                     |     |

### 2020-as évek
| Év              | Színész                      | Színész                                      | Szerep                                               | Magyar cím                                 | Eredeti cím              | Adó |
| 2020 (78. gála) |                              |                                              |                                                      |                                            |                          |     |
| --------------- | ---------------------------- | -------------------------------------------- | ---------------------------------------------------- | ------------------------------------------ | ------------------------ | --- |
| 2020 (78. gála) |                              | Mark Ruffalo                                 | Dominick és Thomas Birdsey                           | Ez minden, amit tudok                      | I Know This Much Is True | HBO |
| 2020 (78. gála) | Bryan Cranston               | Michael Desiato                              |                                                      | Your Honor                                 | Showtime                 |     |
| 2020 (78. gála) | Jeff Daniels                 | James Comey                                  |                                                      | The Comey Rule                             | Showtime                 |     |
| 2020 (78. gála) | Hugh Grant                   | Jonathan Fraser                              | Tudhattad volna                                      | The Undoing                                | HBO                      |     |
| 2020 (78. gála) | Ethan Hawke                  | John Brown                                   |                                                      | The Good Lord Bird                         | Showtime                 |     |
| 2021 (79. gála) |                              |                                              |                                                      |                                            |                          |     |
|                 | Michael Keaton               | Samuel Finnix                                | Dopesick                                             | Dopesick                                   | Hulu                     |     |
| Paul Bettany    | Vízió                        | WandaVízió                                   | WandaVision                                          | Disney+                                    |                          |     |
| Oscar Isaac     | Jonathan Levy                | Jelenetek egy házasságból                    | Scenes from a Marriage                               | HBO                                        |                          |     |
| Ewan McGregor   | Halston                      | Halston                                      | Halston                                              | Netflix                                    |                          |     |
| Tahar Rahim     | Charles Sobhraj              | A kígyó                                      | The Serpent                                          | Netflix                                    |                          |     |
| 2022 (80. gála) |                              |                                              |                                                      |                                            |                          |     |
|                 | Evan Peters                  | Jeffrey Dahmer                               | Jeffrey Dahmer – Szörnyeteg: A Jeffrey Dahmer-sztori | Dahmer – Monster: The Jeffrey Dahmer Story | Netflix                  |     |
| Taron Egerton   | James "Jimmy" Keene Jr.      | Fekete madár                                 | Black Bird                                           | Apple TV+                                  |                          |     |
| Colin Firth     | Michael Peterson             | Az utolsó lépcsőfok                          | The Staircase                                        | HBO Max                                    |                          |     |
| Andrew Garfield | Jeb Pyre nyomozó             |                                              | Under the Banner of Heaven                           | Hulu                                       |                          |     |
| Sebastian Stan  | Tommy Lee                    | Pam és Tommy                                 | Pam & Tommy                                          | Hulu                                       |                          |     |
| 2023 (81. gála) |                              |                                              |                                                      |                                            |                          |     |
|                 | Steven Yeun                  | Danny Cho                                    | Balhé                                                | Beef                                       | Netflix                  |     |
| Matt Bomer      | Hawkins "Hawk" Fuller        | Útitársak                                    | Fellow Travelers                                     | Showtime                                   |                          |     |
| Sam Claflin     | Billy Dunne                  |                                              | Daisy Jones & the Six                                | Prime Video                                |                          |     |
| Jon Hamm        | Roy Tillman seriff           | Fargo                                        | Fargo                                                | FX                                         |                          |     |
| Woody Harrelson | E. Howard Hunt               | A Fehér Ház vízszerelői                      | White House Plumbers                                 | HBO                                        |                          |     |
| David Oyelowo   | Bass Reeves                  | A törvény emberei: Bass Reeves               | Lawmen: Bass Reeves                                  | Paramount+                                 |                          |     |
| 2024 (82. gála) |                              |                                              |                                                      |                                            |                          |     |
|                 | Colin Farrell                | Oswald "Oz" Cobb / A Pingvin                 | Pingvin                                              | The Penguin                                | HBO                      |     |
| Richard Gadd    | Donny Dunn                   | Szarvasbébi                                  | Baby Reindeer                                        | Netflix                                    |                          |     |
| Kevin Kline     | Stephen Brigstocke           | Cáfolat                                      | Disclaimer                                           | Apple TV+                                  |                          |     |
| Cooper Koch     | Erik Menendez                | Szörnyetegek: A Lyle és Erik Menendez-sztori | Monsters: The Lyle and Erik Menendez Story           | Netflix                                    |                          |     |
| Ewan McGregor   | Alexander Ilyich Rostov gróf | Egy úr Moszkvában                            | A Gentleman in Moscow                                | Paramount+                                 |                          |     |
| Andrew Scott    | Thomas "Tom" Ripley          | Ripley                                       | Ripley                                               | Netflix                                    |                          |     |

## Rekordok

### Legtöbb győzelem
2 győzelemRobert Duvall, James Garner, Al Pacino

### Legtöbb jelölés
7 jelölésJames Woods
6 jelölésJack Lemmon
5 jelölésJames Garner
4 jelölésIdris Elba, Peter Strauss
3 jelölésKenneth Branagh, Richard Chamberlain, Chiwetel Ejiofor, Woody Harrelson, Ben Kingsley, Ewan McGregor, Sam Neill, Bill Nighy, Al Pacino

## Fordítás
- Ez a szócikk részben vagy egészben  a   Golden Globe Award for Best Actor – Miniseries or Television Film című angol Wikipédia-szócikk ezen változatának fordításán alapul.  Az eredeti cikk szerkesztőit annak laptörténete sorolja fel. Ez a jelzés csupán a megfogalmazás eredetét és a szerzői jogokat jelzi, nem szolgál a cikkben szereplő információk forrásmegjelöléseként.